# Limonia messaurea
Limonia messaurea là một loài ruồi trong họ Limoniidae. Chúng phân bố ở miền Cổ bắc.

## Phân loài
- Limonia messaurea boreoorientalis
- Limonia messaurea messaurea